# Yasuyo Imabeppu
Yasuyo Imabeppu (jap. 今別府 靖代, Imabeppu Yasuyo; * 18. Mai 1984 in der Präfektur Nara) ist eine japanische Badmintonspielerin.

## Karriere
Sie ist die Schwester der Badmintonspielerin Kaori Imabeppu und besuchte wie diese zuerst die Katashio-Mittelschule in Yamatotakada und dann die Yamada-Oberschule in Aomori. Ihre ersten Erfolge hatte sie 2001 bei der Badminton-Oberschulmeisterschaft (高校選抜, kōkō sembatsu) wo sie in der Gruppenwertung den zweiten Platz erreichte und bei der Inter-High-Oberschulmeisterschaft (高校総体, kōkō sōtai) wo sie im Doppel unter den letzten 16 war. Im folgenden Jahr erreichte sie bei der Alljapanische Badminton-Meisterschaft der Junioren im Doppel den zweiten Platz. 2003 trat sie in das Unternehmen Yonex ein für deren Werksteam sie seitdem spielt. 2003, 2004, 2007, 2008 und 2010 erreichte sie bei den Alljapanische Badminton-Meisterschaften der Erwachsenen im Doppel den zweiten Platz. Bei den allgemeinen Badminton-Meisterschaften erreichte sie 2004 und 2009 im Doppel den zweiten bzw. dritten Platz.
Yasuyo Imabeppu gewann 2008 die Australian Open im Damendoppel mit Shizuka Matsuo. 2009 war sie bei den Laos International und den Canadian International in der gleichen Disziplin erfolgreich, diesmal jedoch mit Aki Akao an ihrer Seite. Zudem nahm sie an der Russian White Nights 2009 International Challenge teil, wo sie im Doppel den dritten Platz erreichte.
2010 und 2011 folgten weitere Teilnahmen an der Alljapanische Badminton-Meisterschaften der Erwachsenen im Doppel, wo sie mit Atsuko Koike als neuer Partnerin den zweiten bzw. ersten Platz erreichte.

## Sportliche Erfolge
| Saison | Veranstaltung                        | Disziplin   | Platz | Name                               |
| ------ | ------------------------------------ | ----------- | ----- | ---------------------------------- |
| 2002   | Junioren-Badmintonasienmeisterschaft | Damenteam   | 3     | Japan                              |
| 2004   | Japan: Einzelmeisterschaft           | Damendoppel | 2     | Yasuyo Imabeppu / Shizuka Yamamoto |
| 2008   | Australia Open                       | Damendoppel | 1     | Yasuyo Imabeppu / Shizuka Matsuo   |
| 2009   | Laos International                   | Damendoppel | 1     | Aki Akao / Yasuyo Imabeppu         |
| 2009   | Russian International Challenge      | Damendoppel | 3     | Aki Akao / Yasuyo Imabeppu         |
| 2009   | Canadian Open                        | Damendoppel | 1     | Aki Akao / Yasuyo Imabeppu         |
| 2009   | Japan: Einzelmeisterschaft           | Damendoppel | 3     | Aki Akao / Yasuyo Imabeppu         |